# Gerry Gable
Gerry Gable (narozen 1937) je britský politický aktivista židovského původu. Hájí levicové, antifašistické a sionistické postoje. Byl prvním redaktorem protifašistického časopisu Searchlight magazine (s několikaletou odmlkou jako takový působil v letech 1962 – 1998). Dříve se angažoval v různých levicových organizacích, například v Lize mladých komunistů (Young Communist League), komunistických odborech a Komunistické straně Velké Británie, za níž v roce 1962 neúspěšně kandidoval do parlamentu. Pracoval také pro komunistický deník Daily Worker. V roce 1962 komunistickou stranu opustil, protože dle jeho názoru přijala protiizraelské postoje. V roce 1964 byl, společně s Manny Carpellem, odsouzen za vniknutí do bytu antisemitského spisovatele Davida Irvinga, v němž plánoval ukrást kompromitující materiály. Byli za to odsouzeni k pokutě 20 liber.